# Fertilité
Pour la fertilité des isotopes en physique nucléaire, voir Isotope fertile.
Pour le sens commun, la fertilité désigne à la fin du XXe siècle la capacité des personnes, des animaux ou des plantes à produire une descendance viable et abondante. Le terme était généralement appliqué aux femmes, ou aux femelles des animaux, mais s'appliquent de plus en plus aux sujets mâles, au fur et à mesure des progrès dans la vision des mécanismes de la reproduction et de la meilleure connaissance du rôle de l'homme ou du mâle.
Un couple dit fertile est un couple qui a commencé une grossesse après moins d'un an de rapports sexuels non protégés pendant la période fertile. Un couple qui a besoin de plus d’un an est considéré comme infertile, et un couple qui a besoin de l’assistance à la procréation médicalement assistée est considéré comme stérile,,. L'indice de fécondité mesure en démographie le nombre d'enfants par femme.
Par extension, le terme de fertilité peut s'appliquer aux pâturages, au sol (fertilité des sols) ou au paysage, ainsi qu'à l'esprit humain.

## Histoire du mot

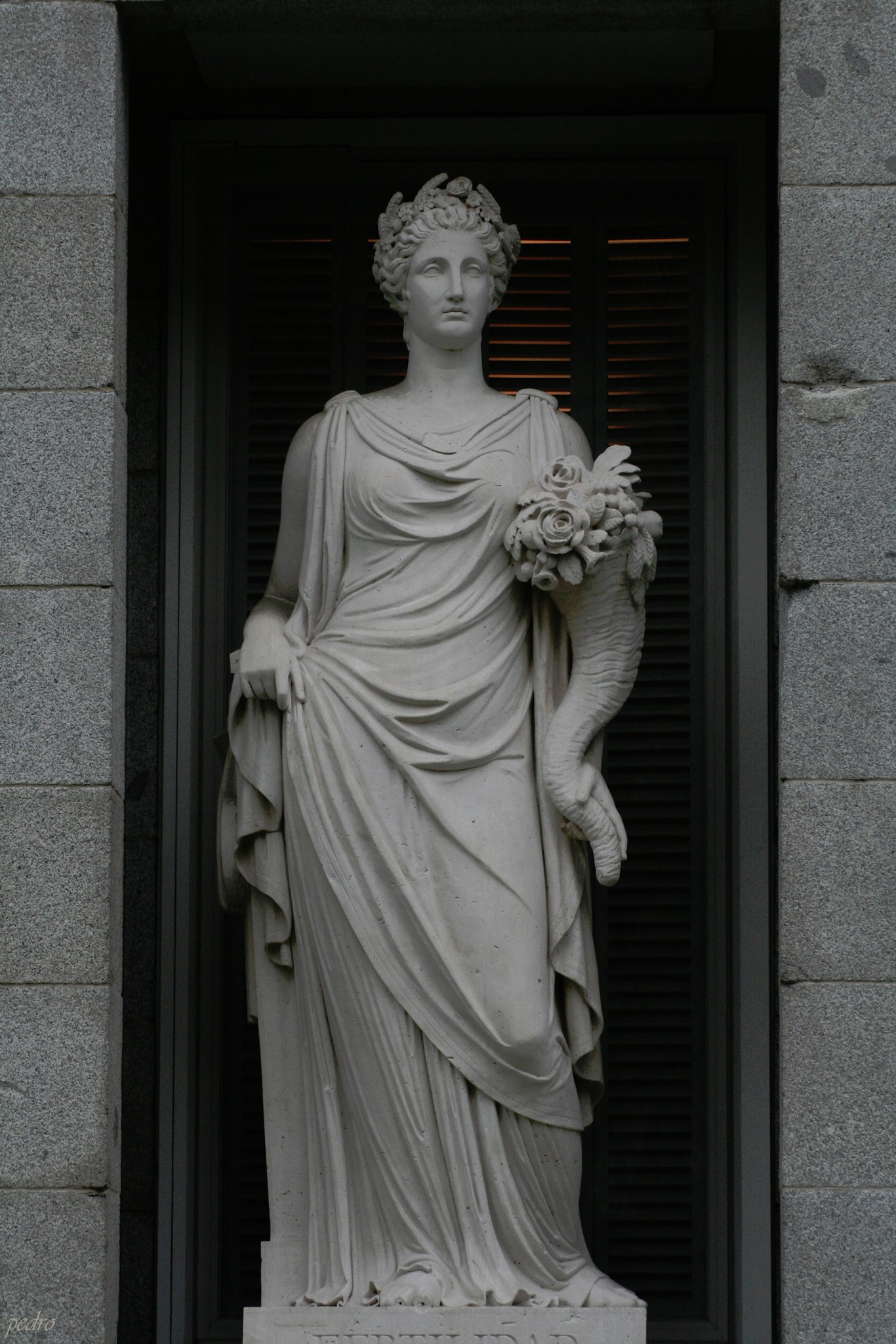
Statue de la fertilité.

Le mot provient du latin fertilitas. À partir de 1606, l'Académie française n'utilise le mot qu'associé à la terre et à l'esprit. Le Dictionnaire de l'Académie française, dans sa 8e édition (1932-1935) n'évoque toujours pas la qualité du spermatozoïde ou de l'ovule, ni la santé reproductive, la fertilité n'étant définie que comme « la qualité de ce qui est fertile », la « fertilité d'une terre » étant le seul exemple donné, l'autre concernant à propos de l'esprit, la fertilité de l'imagination. Au XVIIIe siècle, le Dictionnaire critique de la langue française estime que le mot fertilité ne devrait concerner que la terre et les plantes et que, pour les animaux, on devrait dire fécondité. Ses explications laissent entendre que la fécondité serait plutôt liée à la nature, la fertilité tenant plus de l'art (sic), ce qu'évoquent les citations suivantes : « La chaleur du soleil, la pluie du ciel fécondent la terre ; le labour, les engrais la fertilisent ». « Un esprit, heureusement né, peut être fécond en grandes idées : un esprit naturellement moins fécond, peut devenir fertile par la culture, l'étude et le travail ».

## Santé reproductive
La fertilité humaine dépend de nombreux facteurs (nutrition, comportements sexuels, culture, instinct, endocrinologie, facteur temps, économie, mode de vie, émotions, expositions à des polluants ou médicaments reprotoxiques…).
La fertilité animale n'est pas moins complexe et peut présenter des mécanismes étonnants. La fertilité des mammifères et de toutes les espèces animales peut être affectée par certains polluants, ou perturbateurs endocriniens, qui peuvent être facteurs directs ou indirects de délétion de la spermatogenèse ou des ovules, ou perturbant tout ou partie du cycle de la reproduction en raison de leur toxicité pour l'ovule, l'embryon, le fœtus ou parce qu'ils interfèrent avec les processus biologiques nécessaires au bon déroulement de la grossesse ou de la production des œufs. Ces phénomènes sont mal compris et sont probablement liés à des cocktails de polluants (synergies, potentialisation). La production moyenne de spermatozoïdes ne cesse de décroître dans les pays riches et au rythme des 30 dernières années, en 2070, si le déclin devait se poursuivre, la production moyenne de spermatozoïdes sera proche de zéro.
Ontogenèse et séquelles de développement : La quantité et qualité des spermatozoïdes dépend fortement de la qualité des tubes séminifères qui contiennent les cellules germinales et les cellules de Sertoli. Ils se mettent en place chez l'embryon et se développeront sous l'action de la testostérone. L'exposition du fœtus ou de l'embryon à certains toxiques (uranium par exemple) ou perturbateurs endocriniens peut affecter ce processus, de manière irréversible pour le futur adulte.
Une sous-fertilité masculine peut notamment être induite par une exposition excessive au mercure (par exemple acquis via plus de quatre repas de poisson par semaine à Hong-Kong où les consommateurs avaient alors des taux de mercure plus élevés dans les cheveux et étaient les plus touchés par une sous-fertilité (avec également des problèmes de peau et d'autisme plus fréquents chez les enfants ayant les plus hauts taux de mercure sanguin, urinaire et dans les cheveux).
Les Amérindiens d'Aamjiwnaang, dans une réserve située au cœur de la « chemical valley » du Canada, exposés au mercure, dioxines, HCBs ou PCBs connaissent une modification du sex ratio de leurs enfants : Constanze MacKenzie, de l'université d'Ottawa, a montré que le ratio à la naissance est passé de un garçon pour une fille en 1984 à un garçon pour deux filles en 1999. Et le taux de fausse couche y est de 39 % (contre 25 % habituellement) ;  23 % des enfants de moins de 16 ans souffrent d'ADHD (hyperactivité avec déficit d'attention), au lieu de 4 % habituellement.
Les biologistes désignent par le mot fitness les chances de reproduction réussie (par exemple exprimées par une probabilité, ou par le pourcentage des jeunes qui survivront jusqu'à la maturité sexuelle et qui seront en mesure de se reproduire). Cette capacité semble globalement se dégrader dont en France, où 15 à 25 % des couples en 2010/2012 n'arrivent pas à produire une grossesse après un an sans contraception, selon l’InVS qui préconise un meilleur suivi épidémiologique de ce problème, et notamment de la délétion de la spermatogenèse et du « syndrome de dysgénésie testiculaire ».

### Variations temporelles de la fertilité féminine
Contrairement à l’homme qui est continuellement fertile ; la femme l’est quelques jours par mois ( « période fertile »). Elle ovule généralement une fois par mois (dans le cas de plusieurs ovulations, celles-ci ont lieu sous 24 h), à la fin de la phase folliculaire. Un rapport sexuel est fécondant de 5 à 8 jours (en fonction des couples) ; le reste de son cycle, la femme est non fertile. L’une des indications du niveau de fertilité de la femme est la courbe de température.

### Variations temporelles de la fertilité masculine

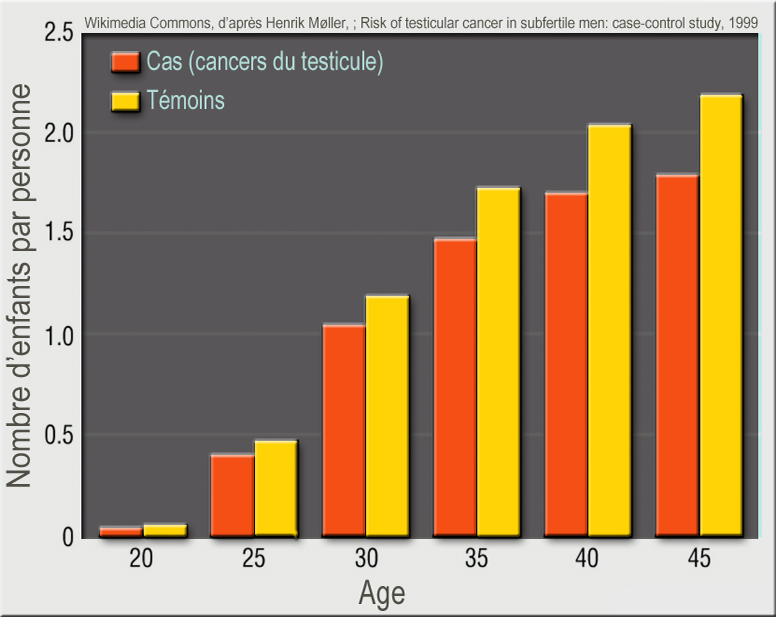
Nombre d'enfants par classe d'âge, faits par des patients ayant déclaré (orange) un cancer des testicules, comparé au nombre d'enfants de cas témoins n'ayant pas déclaré ce cancer (en jaune), au Danemark, pour 514 hommes ayant un cancer et 720 cas-témoins. Ceci est un indice qui plaide en faveur de l'hypothèse que l'hypofertilité mâle a des causes communes avec le cancer du testicule

Le taux de reproduction de l'homme était mal connu chez les plus de 50 ans, car leur compagne — à ce même âge — ne fait plus d'enfants à cause de la ménopause.
Ce taux a été étudié selon l'âge, au Canada, à partir de données démographiques du XVIIIe siècle (époque où la plupart des produits chimiques de synthèse aujourd'hui accusés de porter atteinte à la fertilité masculine n'existaient pas). Cette étude a porté sur la fécondité, durant 5 ans (1640 à 1775), de 29 000 couples de cette époque ; 1350 de ces hommes échantillonnés avaient plus de 40 ans avec une femme de moins de 30 ans, à une époque où le remariage des veufs était systématique même après 50 ans avec des femmes plus jeunes. À cette époque, les plus de 50 ans avaient en moyenne une fécondité correspondant à 90 % de celle des hommes de moins de 30 ans (2,5 enfants contre 2,8). Ce pourcentage était encore de 80 % pour les 60 ans et plus (2,2 enfants en moyenne), pour ensuite rapidement baisser.
Depuis les années 1950, la fertilité masculine tend à chuter, alors qu'augmentent les cancers du testicule et de la prostate et que diminuent le nombre et la qualité de la spermatogenèse (délétion de la spermatogenèse, syndrome de dysgénésie testiculaire), avec des variations spatiales et parfois temporelles marquées évoquant des causes environnementales (encore mal comprises).

### Conséquences de la baisse de la fertilité masculine
Depuis ces dernières décennies la qualité du sperme chez l’homme diminue d’année en année. En effet depuis les années 1980 des observations poussées ont montré une baisse significative et continue de 32 % de la concentration spermatique.
Différentes causes peuvent être à l’origine de cette baisse de qualité du sperme: la mauvaise alimentation, la modification du climat, les expositions aux ondes électromagnétiques et les perturbateurs endocriniens. Cependant les observations menées par l’Agence Nationale de Santé Publique n’ont pas permis de démontrer un effet quantifiable des perturbateurs endocriniens sur la qualité du sperme.

### Records de fertilité
Deux cas records de femmes ayant eu 69 enfants sont fréquemment cités : d'une part madame Vassilyev en Russie, et d'autre part madame Bernard Scheinberg en Autriche.
Madame Vassilyev aurait été la première épouse de Feodor Vassilyev, qui a donc eu 69 enfants d'elle et encore 18 enfants d'une seconde épouse. Les 69 enfants se seraient répartis comme suit : quatre fois des quadruplés, sept fois des triplés et seize fois des jumeaux. Avec sa deuxième femme il aurait eu deux fois des triplés et six fois des jumeaux.
Madame Scheinberg serait morte à 58 ans après avoir donné naissance à 69 enfants,. Monsieur Scheinberg se serait remarié après le décès de sa femme et aurait encore eu 18 enfants d'un second mariage.
Cependant, le cas de madame Vassilyev est invérifiable car elle aurait vécu au XVIIIe siècle. Concernant le cas de madame Scheinberg, les articles et livres qui y font référence ne citent pas leurs sources. De plus, le nombre d'enfants (le même dans les deux cas, curieusement) fait considérer ces cas comme suspects.
Plusieurs cas de femmes vivant actuellement et ayant 17, 18 ou 19 enfants sont par contre documentés